# Francesco Fortunato
Francesco Fortunato (Bassano del Grappa, 23 luglio 1977) è un pallavolista italiano.
Gioca nel ruolo di centrale nella Top Volley.

## Biografia
Viene avviato alla pallavolo dalla professoressa di educazione fisica Emilia Ximone della scuola media Jacopo Vittorelli di Bassano del Grappa e successivamente notato dai talent scout dello Schio Volley.
Cresce nelle giovanili dello Schio Volley, dove esordisce in A1 nella stagione 1993-1994. Due stagioni dopo, vive da protagonista la retrocessione in serie A2 della squadra che lo aveva cresciuto, passa allora a giocare nella capitale, in serie A1. Nel campionato 2001-2002 e in quello successivo gioca per l'Itas Trentino, passando poi a Latina. Nel campionato 2007-2008  viene acquistato dalla Bre Banca Lannutti in sostituzione del croato Igor Omrčen. Per la stagione 2012-2013 passa a Sora. L'anno successivo viene ceduto alla Pallavolo Atripalda. Il 24 gennaio 2014 passa alla Top Volley.
Esordisce nella nazionale italiana a St.Etienne il 2 maggio 2001 nella partita Francia-Italia 0-3.

## Palmarès

### Club
- Campionato italiano: 2

1999-2000; 2009-2010
- Coppa Italia: 2

1999-2000, 2010-11
- Supercoppa italiana (pallavolo maschile): 1

2010
- Coppa CEV: 1

2009-10

### Nazionale (competizioni minori)
- Giochi del Mediterraneo 2001